# Bernardino Rizzi
Bernardino Rizzi (ur. 27 maja 1891 na Cherso, zm. 23 stycznia 1968 w Wenecji) – włoski kompozytor, dyrygent i pedagog muzyczny, franciszkanin (OFM).

## Życiorys
Około 1908 roku przebywał przez pewien czas w Polsce, studiując teologię i biologię na Uniwersytecie Jagiellońskim. Po powrocie do Włoch podjął studia muzyczne w Conservatorio Cesare Pollini w Padwie oraz Instituto Pontificio di Musica Sacra w Rzymie. W 1914 roku przyjął święcenia kapłańskie, a w 1916 roku uzyskał doktorat z teologii. W 1919 roku obronił licencjat z chorału gregoriańskiego. Od 1921 roku wykładał kompozycję w padewskim Conservatorio Cesare Pollini. Pełnił funkcję organisty m.in. w bazylice świętych Dwunastu Apostołów w Rzymie.
Od 1922 roku przebywał ponownie Krakowie, gdzie wykładał w konserwatorium Towarzystwa Muzycznego (1922–1924), Instytucie Muzycznym (1922–1929) i szkole muzycznej im. Władysława Żeleńskiego (1929–1932), a także udzielał prywatnych lekcji muzyki. Jego wychowankami byli m.in. Jan Ekier i Ludwik Stefański. W 1923 roku założył i prowadził Chór Cecyliański, z którym koncertował w wielu polskich miastach. Na jego potrzeby pisał liczne pieśni do tekstów w języku polskim.
Wróciwszy w 1932 roku do Włoch, był w kolejnych latach organistą w kościołach franciszkańskich. W 1940 roku został dyrygentem chóru w bazylice Santa Maria Gloriosa dei Frari we Florencji. Koncertował w miastach włoskich, po II wojnie światowej odbywał także podróże koncertowe do Polski, Austrii, Węgier, Rumunii i Szwajcarii. 
Komponował msze, oratoria i utwory symfoniczne. Propagował zasady techniki „pancordismo”. Był współautorem wielu zbiorów i antologii muzycznych.

## Wybrane kompozycje
(na podstawie materiałów źródłowych)
- Cinque canzoni madrigalesche na 4 i 5 głosów (1924)
- Kośba (Il Falciatori) na chór, baryton solo, fortepian i flet (1927)
- Impresja deszczowa na mezzosopran solo, chór i orkiestrę (1934)
- Il Cantico delle Creature na sola, chór i organy (1942)
- Melodie Sacre, Antologia vocale di 87 pezzi (1950)
- tryptyk organowy Il Trittico della Trinità (1952)
- msza „Virgo Potens” na 5 głosów w technice pancordismo (1952)
- Responsori della Settimana Santa na 3–6 głosów (1953)